# Внуков, Вольф Абрамович
Вольф Абра́мович Вну́ков (при рождении Сонкин; 12 февраля 1889, Могилёв, Могилёвская губерния — 1937) — советский психиатр, доктор медицинских наук, директор Московского медицинского института невро-психиатрической профилактики им. В.В. Крамера, педагог.

## Биография
Член ВКП(б) с 1920 года, участник Гражданской войны. В 1930-е годы возглавлял кафедру психиатрии 1-го МГМИ и Московский медицинский институт невро-психиатрической профилактики им. В.В. Крамера Наркомздрава СССР (будущий Московский НИИ психиатрии). За время научной работы написал свыше 30 научных работ в области клинической, социальной и судебной психиатрии. В 1936 году вышел учебник для юридических вузов «Судебная психиатрия» под общей редакцией В. А. Внукова.
Умер после тяжёлой болезни 6 марта 1937 года. Похоронен на Новодевичьем кладбище (в стене монастыря напротив участка 3В).

## Труды
- В. А. Внуков (Сонкин). Социальные эмоции: Социально-психологический фрагмент. — Севастополь: Крымиздат, 1922. — 23 с.
- Миф и действительность. Опыт психопатологии социального быта. — М.: Современные проблемы, 1924. — 237 с.
- Внуков В. А.,  Брусиловский А. Психология и психопатология свидетельских показаний малолетних и несовершеннолетних. — Харьков: Юрид. изд-во Наркомюста УССР, 1929.
- Проблема изучения личности преступника в свете марксистской криминологии. — Харьков: Юрид. изд-во Наркомюста УССР, 1930. — 62 с.
- Внуков В. А. Судебно-психиатрическая экспертиза психопатий // Психопатии и их судебно-психиатрическое значение : сборник статей. — М.: Сов. законодательство, 1934. — С. 10—44.